# Centrala nucleară Hanbit
Centrala nucleară Hanbit este o centrală nucleară mare din provincia Jeollanam din Coreea de Sud. Instalația este condusă cu o capacitate instalată de 5.875 MW. Centrala electrică este în prezent clasată drept a cincea cea mai mare centrală nucleară din lume. Numele fabricii a fost schimbat din Yeonggwang în Hanbit în 2013, la cererea pescarilor locali.
Toate unitățile Hanbit sunt de tip reactor cu apă sub presiune (PWR). Unitatea 1 și Unitatea-2 sunt reactori proiectați de Westinghouse cu 3 circuite; componentele principale au fost obținute de la companii străine, în timp ce componentele auxiliare și construcția șantierului au fost realizate de Coreea de Sud. Unitatea-3 și Unitatea-4 sunt reactori Sistem 80 cu 2 circuite de la Combustion Engineering (CE), componentele principale și construcția fiind realizate de către Coreea de Sud în cadrul unui acord de transfer de tehnologie. Unitatea-5 și Unitatea-6 se bazează pe Unitatea 3 de la Centrala Nucleară Ulchin (acum Hanul), sunt reactori OPR-1000, proiectați standard pentru reactorii nucleari sud-coreeni.